# Frankenthal (Sassonia)
Frankenthal è un comune di 928 abitanti della Sassonia, in Germania.
Appartiene al circondario di Bautzen e alla comunità amministrativa di Großharthau.